# Aiden McGeady
Aiden McGeady (Glasgow, Escocia, 4 de abril de 1986) es un exfutbolista irlandés que jugaba de centrocampista.

## Trayectoria
Debutó profesionalmente a la edad de 16 años, con el Celtic Glasgow en un encuentro ante el Heart of Midlothian. Su puesto natural es el de interior izquierdo, aunque también se adapta a la banda derecha o a la mediapunta. Lucía un dorsal poco habitual, el 46. En enero de 2014 fue transferido al Everton a pedido del director técnico Roberto Martínez.

## Selección nacional
Aunque nació en Escocia, es de origen irlandés y siempre había tenido la intención de representar el país de su familia. Fue internacional con la selección de Irlanda en 93 ocasiones. Debutó en junio de 2004, en un encuentro amistoso ante Jamaica.

## Clubes
| Club                                 | País       | Año       |
| ------------------------------------ | ---------- | --------- |
| Celtic F. C.                         | Escocia    | 2004-2010 |
| F. C. Spartak de Moscú               | Rusia      | 2010-2014 |
| Everton F. C.                        | Inglaterra | 2014-2017 |
| Sheffield Wednesday F. C. (préstamo) | Inglaterra | 2016      |
| Preston North End F. C. (préstamo)   | Inglaterra | 2016-2017 |
| Sunderland A. F. C.                  | Inglaterra | 2017-2022 |
| Charlton Athletic F. C. (préstamo)   | Inglaterra | 2020      |
| Hibernian F. C.                      | Escocia    | 2022-2023 |
| Ayr United F. C.                     | Escocia    | 2023-2024 |

## Palmarés

### Títulos nacionales
| Título          | Club                | País       | Año  |
| --------------- | ------------------- | ---------- | ---- |
| Copa de Escocia | Celtic F. C.        | Escocia    | 2005 |
| Copa de la Liga | Celtic F. C.        | Escocia    | 2006 |
| Premier League  | Celtic F. C.        | Escocia    | 2006 |
| Premier League  | Celtic F. C.        | Escocia    | 2007 |
| Copa de Escocia | Celtic F. C.        | Escocia    | 2007 |
| Premier League  | Celtic F. C.        | Escocia    | 2008 |
| Copa de la Liga | Celtic F. C.        | Escocia    | 2009 |
| EFL Trophy      | Sunderland A. F. C. | Inglaterra | 2021 |

### Distinciones individuales
| Distinción                    | Año  |
| ----------------------------- | ---- |
| Futbolista del año en Escocia | 2008 |